# Carinolidia nervosus
Carinolidia nervosus är en insektsart som beskrevs av Fabricius 1803. Carinolidia nervosus ingår i släktet Carinolidia och familjen dvärgstritar. Inga underarter finns listade i Catalogue of Life.